# 学校法人増田学園
学校法人増田学園（がっこうほうじんますだがくえん）とは、千葉県千葉市中央区に本部を置く日本の学校法人。

## 概要
1957年創立。終戦後の1947年に千葉市椿森町（現在の千葉市中央区椿森）に千葉洋裁学院として設立したのが始まり。
現在では専門学校、高等学校、こども園を運営しており、女子教育と幼児教育を大きな柱としている。

## 運営学校
専門学校
- 千葉女子専門学校

高等学校
- 千葉聖心高等学校

こども園
- 千葉女子専門学校附属聖こども園

## 沿革
- 1947年 - 千葉洋裁学院創立（千葉市椿森町）
- 1957年 - 学校法人増田学園認可。
- 1964年 - 千葉洋裁学院を千葉女子専門学園と改称（現在の千葉女子専門学校）。
- 1967年 - 千葉市（中央区）道場北に校舎を移転。
- 1969年 - 保育科設置。
- 1970年 - 幼稚園教諭養成課程設置。
- 1973年 - 千葉女子学園附属幼稚園設置認可。
- 1976年 - 専門学校を千葉女子専門学校、幼稚園を千葉女子専門学校附属幼稚園と改称。
- 1979年 - 千葉聖心高等学校 （全日制課程普通科）設置認可・開校。
- 1987年 - 東館校舎増築。
- 2008年 - 専門学校を現在地に校舎移転。幼稚園を千葉女子専門学校附属聖幼稚園と改称。
- 2012年 - 千葉女子専門学校附属ひじり保育園を新設。（幼稚園の敷地内）